# Kieran Read
Kieran Read (Papakura, Auckland, Nova Zelanda, 26 d'octubre de 1986) és un jugador de rugbi neozelandès que juga als Crusaders del Super 15 en les posicions de número 8 o flanker. També és internacional amb els All Blacks i va ser escollit millor jugador de l'any 2013, segons l'IRB.

## Carrera
Kieran Read juga, des de 2006, amb l'equip provincial de Canterbury al Campionat Nacional de Nova Zelanda. Comparteix vestidor amb jugadors com Dan Carter o Richie McCaw, i també ho fa als Crusaders del Super 15 o als All Blacks.
Read va debutar amb els All Blacks el 9 de novembre de 2008 en un partit contra Escòcia. El 2009 va aconseguir la titularitat com a núm. 8 de Nova Zelanda en detriment de Rodney So'oialo.
L'any 2010 va ser anomenat millor jugador de Nova Zelanda, per davant dels seus companys de selecció Richie McCaw i Brad Thorn. El guardó reconeixia l'alt nivell demostrat durant el Super 14, on va assumir la capitania dels Crusaders.

## Palmarès

### Individual
- 2010 – Millor jugador neozelandès
- 2013 – Millor jugador de l'any de l'IRB

### Crusaders
- 2008 – Super 14

### Nova Zelanda
- 2010 – Tri Nations
- 2011 – Copa del Món de Rugbi
- 2012 – The Rugby Championship
- 2013 – The Rugby Championship